# John Pickstone Prize
Der John Pickstone Prize wird alle zwei Jahre von der British Society for the History of Science für das beste akademische Buch über Wissenschaftsgeschichte in englischer Sprache verliehen. Er wird seit 2014 verliehen, ist mit 300 Pfund dotiert und nach John Pickstone (1944–2014) benannt. Für wissenschaftshistorische Bücher für ein breiteres Publikum verleiht die Gesellschaft den Dingle Prize, der mit dem John Pickstone Prize im jährlichen Wechsel vergeben wird.

## Preisträger
- 2014 Stathis Arapostathis und Graeme Gooday für Patently Contestable: Electrical Technologies and Inventor Identities on Trial in Britain (Cambridge, Mass.: The MIT Press, 2013).
- 2016 Anne Hardy für Salmonella Infections, Networks of Knowledge, and Public Health in Britain, 1880–1975 (Oxford: Oxford University Press, 2015).
- 2018 Michael Wintroub für The Voyage of Thought: Navigating Knowledge across the Sixteenth-Century World (Cambridge University Press, 2017).
- 2020 Shinjini Das für Vernacular Medicine in Colonial India: Family, Market and Homoeopathy (Cambridge University Press, 2019).
- 2022 Pratik Chakrabarti für Inscriptions of Nature: Geology and the Naturalization of Antiquity (Johns Hopkins University Press, 2020).
- 2024 Matthew Daniel Eddy für Media and the Mind: Arts, Science & notebooks as Paper Machines, 1700–1830 (Chicago University Press, 2022).